# Liste des Premiers ministres du Tadjikistan
Voici la liste des premiers ministres du Tadjikistan, depuis la création de ce poste le 25 juin 1991.
| No | Portrait               | Titulaire (naissance-mort)          | Mandat            | Mandat            | Mandat                     | Parti politique | Parti politique              |
| No | Portrait               | Titulaire (naissance-mort)          | Début             | Fin               | Durée                      | Parti politique | Parti politique              |
| -- | ---------------------- | ----------------------------------- | ----------------- | ----------------- | -------------------------- | --------------- | ---------------------------- |
| 1  | Izatullo Khayoyev      | Izatullo Khayoyev (1936-2015)       | 25 juin 1991      | 9 janvier 1992    | 6 mois et 15 jours         |                 | Parti communiste             |
| 2  | Akbar Mirzoyev         | Akbar Mirzoyev (né en 1939)         | 9 janvier 1992    | 21 septembre 1992 | 8 mois et 12 jours         |                 | Indépendant                  |
| 3  | Abdumalik Abdullajanov | Abdumalik Abdullajanov (né en 1949) | 21 septembre 1992 | 18 décembre 1993  | 1 an, 2 mois et 27 jours   |                 | Parti de l'unité populaire   |
| 4  | Abdujalil Samadov      | Abdujalil Samadov (1949-2004)       | 18 décembre 1993  | 2 décembre 1994   | Modèle:Duréee              |                 | Indépendant                  |
| 5  | Jamshed Karimov        | Jamshed Karimov (né en 1940)        | 2 décembre 1994   | 8 février 1996    | 1 an, 2 mois et 6 jours    |                 | Indépendant                  |
| 6  | Yahyo Azimov           | Yahyo Azimov (né en 1947)           | 8 février 1996    | 20 décembre 1999  | 3 ans, 10 mois et 12 jours |                 | Indépendant                  |
| 7  | Oqil Oqilov            | Oqil Oqilov (né en 1944)            | 20 décembre 1999  | 23 novembre 2013  | 14 ans et 3 jours          |                 | Parti démocratique populaire |
| 8  | Kokhir Rasulzoda       | Kokhir Rasulzoda (né en 1961)       | 23 novembre 2013  | en fonction       | 11 ans, 5 mois et 20 jours |                 | Parti démocratique populaire |